# Platycnemis phasmovolans
Platycnemis phasmovolans là loài chuồn chuồn trong họ Platycnemididae. Loài này được Hämäläinen mô tả khoa học đầu tiên năm 2003.